# Briana Williams
Briana Williams, född 21 mars 2002, är en amerikanskfödd jamaicansk friidrottare som tävlar i kortdistanslöpning.

## Karriär
Williams har tagit OS-guld på 4 x 100 meter vid olympiska sommarspelen 2020. Vid världsmästerskapen i friidrott år 2023 i Budapest tog hon silver även då i stafett 4 x 100 meter.